# Anna-Lena Stolze
Anna-Lena Stolze (Lübeck, Alemania; 8 de julio de 2000) es una futbolista alemana. Juega como delantera en el 1. FC Colonia de la Bundesliga Femenina de Alemania. Es internacional en las categorías inferiores de la selección de Alemania.

## Trayectoria

### VfL Wolfsburgo
Stolze jugó en equipos masculinos del ATSV Stockelsdorf hasta el verano de 2015, tras lo cual se unió al VfL Wolfsburgo de la Bundesliga Femenina, donde firmó un contrato de tres años. En el club, inicialmente formó parte de la categoría sub-17 con la que compitió en la Bundesliga Juvenil. En marzo de 2018, amplió su contrato por tres años y jugó en el equipo mayor de la Bundesliga desde la temporada 2018-19. Poco después, el 28 de marzo de 2018, celebró el 1-1 en el partido de vuelta de cuartos de final de la Liga de Campeones 2017-18 ante el Slavia Praga tras suplantar a Ewa Pajor en el minuto 76, lo cual fue su debut con el equipo mayor. El 27 de mayo de 2018, jugó sus primeros minutos en la Bundesliga en la caída 1-2 contra el Bayern de Múnich.

### FC Twente
A finales de 2019, se trasladó al FC Twente en los Países Bajos en calidad de cedida hasta el final de la temporada 2020-21. En el penúltimo partido de los eliminatorias de la Eredivisie, marcó el gol de la victoria que aseguró al Twente el campeonato 2020-21.

## Selección nacional
Stolze debutó el 23 de abril de 2014 con la camiseta nacional en la victoria por 6-1 de la selección alemana sub-15 ante Holanda y también marcó su primer gol internacional en este partido. En junio de 2015 acumuló 14 tantos más, convirtiéndola en la goleadora récord en esta selección. Después de terminar segunda con la sub-16 en la Copa Nórdica en junio de 2015, debutó con la selección sub-17 en septiembre de 2015. Con este equipo, se clasificó para el Campeonato de Europeo 2016 donde disputó cuatro de los cinco partidos del torneo y fue campeona con una victoria 3-2 por penales ante España. Para el Mundial Sub-17 de 2016, inicialmente estuvo convocada, pero tuvo que cancelar su participación unos días antes del inicio del torneo por enfermedad. También se perdió el Campeonato Europeo Sub-17 2016-17 debido a una lesión. El 3 de abril de 2018 debutó con la selección sub-19 en la clasificación para el Campeonato Europeo Sub-19 de 2018 y marcó 4 de los 8 goles alemanes en la victoria por 8-0 ante Eslovaquia.

## Estadísticas

### Clubes
| Club                 | País         | Año             |
| -------------------- | ------------ | --------------- |
| VfL Wolfsburgo       | Alemania     | 2018 - 2020     |
| FC Twente (préstamo) | Países Bajos | 2020 - 2022     |
| FC Twente            | Países Bajos | 2022 - 2024     |
| 1. FC Colonia        | Alemania     | 2024 - presente |

## Palmarés

### Títulos nacionales
| Título              | Club           | País         | Año     |
| ------------------- | -------------- | ------------ | ------- |
| Bundesliga Femenina | VfL Wolfsburgo | Alemania     | 2019-20 |
| Copa de Alemania    | VfL Wolfsburgo | Alemania     | 2019-20 |
| Eredivisie          | FC Twente      | Países Bajos | 2020-21 |

### Títulos internacionales
| Título                    | Equipo   | Sede        | Año     |
| ------------------------- | -------- | ----------- | ------- |
| Campeonato Europeo Sub-17 | Alemania | Bielorrusia | 2015-16 |

(*) Incluyendo la Selección